# Courbet-klass
Courbet-klass var en klass franska slagskepp omfattande fartygen Jean Bart (senare Ocean), France, Courbet och Paris.
I oktober 1907 tog franska Högsta marinrådet fram specifikationer för de slagskepp man planerade att bygga under 1909 och 1910. De var ursprungligen tänkta att vara en förbättring av Danton. I takt med utvecklingen kom man dock att besluta om ett allt tyngre bestyckning och bepansring på fartygen. Då kontrakten för fartygen undertecknades, 11/8-1910 för Courbet och Jean Bart och 1/8-1911 för Paris och France hade bestyckningen bestämts till att omfatta 12 305 mm kanoner och 22 138 mm kanoner på vardera fartyget. Typiskt för de franska slagskeppen blev de korta skroven, vilket föranleddes av storleken på de befintliga dockorna. Det gjorde att kanontornen placerades ovanligt nära stävarna, och gjorde sjöegenskaperna sämre än de annars skulle ha varit.
1922–1923 genomgick Paris ombyggnad i Brest och 1923–1924 Courbet i La Seyne-sur-Mer. Pansarbältet i vattenlinjen demonterades för att ge fartygen bättre sjöegenskaper, hälften av de koleldade pannorna byttes ut mot oljeeldade och kanonernas elevation ökades. Man förbättrade även eldledningssystemet. Paris genomgick 1927–1929 och Courbet 1929–1931 en andra ombyggnad då även övriga pannor byggdes om för oljeeldning och man installerade fyra stycken 75 mm m/1922 luftvärnspjäser på vardera fartyget. 1934–1935 genomgick Paris och 1937-1938 Courbet en tredje ombyggnad, då fartygens torpedtuber demonterades och Courbetförsågs med ytterligare två, Paris med ytterligare tre luftvärnspjäser.

## Tjänstgöring
Under första världskriget opererade alla fyra fartygen i Medelhavet och på Adriatiska havet. 16 augusti 1914 sänkte Courbet, Jean Bart och Paris tillsammans med 11 pansarkryssare den österrikisk-ungerska lätta kryssaren Zenta. Jean Bart skadades 21 december 1914 svårt i Otrantosundet av en torped från den österrikisk-ungerska ubåten U 12. Paris deltog i slutet av 1918 i samband med österrikisk-ungerska flottans kapitulation. Under 1919 deltog Jean Bart och France i interventionen mot Sovjetunionen. 16 april 1919 besköt Jean Bart Odessa. 19 april deltog besättningen på France i ett uppror till stöd för bolsjevikerna varpå slagskeppet återkallades till Frankrike. Under en kraftig storm gick France 26 augusti 1922 på grund i Quiberonbukten, och höggs upp på plats där. Courbet skadades svårt av en brand i ett pannrum 6 juni 1923. Reparationen (som även innefattade modernisering) var klar 1924, men 1 augusti 1924 utbröt en ny brand i ett pannrum, vilket gjorde nya reparationer fram till årets slut nödvändiga. Paris deltog tillsammans med den spanska flottan i samband med rifberbernas uppror i Marocko 1925. 1931 togs Paris, Courbet och Jean Bart ur aktiv tjänst och började användas som skolfartyg. Sedan Paris renoverats 1934-1935 och Courbet 1937-1938 återinsattes slagskeppen i aktiv tjänst. Jean Bart döptes 1 januari 1937 om till Ocean, och avrustades i slutet av året, och kom därefter att användas som skolfartyg i hamn. 
Courbet låg vid utbrottet av andra världskriget i Brest och användes som artilleriskolfartyg. 19 juni 1940 fördes hon till Cherbourgs kustförsvar och deltog i beskjutningen av anfallande tyska trupper. 20 juni 1940 gick hon till Portsmouth, där hon 3 juli 1940 övertogs av brittisk trupp i samband med Operation Catapult. 11 juli 1940 överlämnades hon till det "Fria Frankrikes" marina styrkor och användes som skolfartyg. I början av 1941 användes hon vid avvärjandet av tyska flyganfall mot Portsmouth. Courbet avrustades 31 mars 1941 och byggdes om till målfartyg. I samband med landstigningen i Normandie användes hon vid skapandet av den konstgjorda hamnen Mulberry. Courbet skadades efter att ha träffats av två torpeder från miniubåtar 16 och 17 augusti och höggs sedan striderna upphört upp i Ouistreham.
Paris var vid utbrottet av andra världskriget skolfartyg. Hon gjordes då till flaggskepp för 3. divisionen men fortsatte fram till 21 maj 1940 att användas som skolfartyg. Hon ställdes då under chefen för de marina styrkorna i norra Frankrike. 6 juni 1940 tillfördes hon kustförsvaret i Le Havre där hon deltog i beskjutningen av anfallande tyska trupper. 11 juni träffades hon av en flygbomb och skadades, och var tvungen att sändas till Cherbourg för reparation. Därifrån gick hon 14 juni till Brest och därifrån 19 juni till Plymouth med 2.800 passagerare ombord. I samband med Operation Catapult 3 juli erövrades hon av brittisk trupp men överlämnades kort därefter till det Fria Frankrikes trupper. I brist på manskap togs hon dock inte i tjänst. Planer fanns på att i stället överlämna henne till polska flottan, men då även denna saknade manskap skedde inte heller något sådant överlämnande. En polsk flottilj kom dock att ta över fartyget som användes som logementfartyg i Plymouth. 21 augusti 1945 bogserades Paris till Bres där hon användes som stillaliggande basfartyg. 21 december 1955 ströks hon ur flottans rullor och höggs 1956 upp i La Seyne-sur-Mer.
Océan (före detta Jean Bart) låg i början av kriget i Toulon. Där sänktes hon av besättningen 27 november 1942. Hon bärgades av tyskarna och användes som målfartyg. Océan träffades 1944 under ett allierat flyganfall av en bomb och sjönk. Sedan Toulon befriats av de allierade bärgades skrovet i slutet av 1944 och lämnades till skrotning under 1945.